# Jim O’Rourke
Jim O’Rourke (ur. 18 stycznia 1969) – amerykański muzyk i producent. Przez długi czas związany był z eksperymentalną i improwizatorską sceną Chicago. Około 2000 roku przeprowadził się do Nowego Jorku, zaś obecnie mieszka w Tokio.

## Projekty i współpraca
Znany ze swego specyficznego gustu, często postrzegany jako niemal ekspert w dziedzinie nowoczesnego eksperymentu i awangardy muzycznej, nagrywał albumy z muzyką jazzową, elektroniczną, rockiem gitarowym i noisem. O’Rourke współpracował z wieloma muzykami i projektami. Wśród nich byli między innymi: Thurston Moore, Derek Bailey, Mats Gustafsson, John Fahey, Mayo Thompson, Loren Mazzacane Connors, Merzbow, Nurse With Wound, Fennesz, Organum, Henry Kaiser, Flying Saucer Attack, czy ostatnio z Joanna Newsom.
Zajmował się produkcją albumów tak różnych artystów jak Sonic Youth, Wilco, Stereolab, Kahimi Karie, Quruli, John Fahey, Smog, Faust, Tony Conrad, The Red Krayola, Bobby Conn, Beth Orton, Joanna Newsom czy U.S. Maple. Był odpowiedzialny za brzmienie albumu Yankee Hotel Foxtrot 2002 grupy Wilco oraz jej album z 2004 A Ghost Is Born, za którą został uhonorowany nagrodą Grammy dla najlepszego zespołu alternatywnego. W trakcie nagrywania Yankee Hotel Foxtrot O’Rourke współpracował z członkiem Wilco Jeffem Tweedy oraz weteranem chicagowskiej sceny Glennem Kotche w projekcie Loose Fur. Pod tą nazwą nagrali dwa albumy: Loose Fur 2003 oraz Born Again in the USA w 2006 roku.
O’Rourke nagrał pokaźną liczbę albumów zarówno samodzielnie, jak w zespołach takich jak: Illusion od Safety, Gastr Del Sol, Loose Fur czy Sonic Youth. W tym ostatnim grał od 2000 roku na gitarze basowej, gitarze oraz syntezatorach, a także odpowiedzialny był za brzmienie i nagrania zespołu. Mimo Sonic Youth opuścił pod koniec 2005 roku, aby rozwinąć swoje zainteresowania filmowe, kontynuuje współpracę z muzykami grupy w ich solowych projektach.

## Praca w filmie
- W 2003 pracował jako konsultant muzyczny w popularnym filmie School of Rock.
- W 2002 roku napisał muzykę do filmu Love Liza reżyserowanego przez Todda Louiso.
- Pisał muzykę do filmów reżyserów takich jak: Werner Herzog, Olivier Assayas, Shinji Aoyama, Kōji Wakamatsu oraz wielu innych.
- W 2004 oraz 2006 roku pokazał swoje krótkometrażowe filmy na Whitney Biennial oraz w 2005 roku na Rotterdam Film Festival.
- Jego trzy albumy nagrane dla Drag City nazwane zostały tak jak trzy kolejne filmy Nicholasa Roega: Bad Timing: A sensual Obsession, Eureka oraz Insignificance.

## Częściowa dyskografia projektów solowych
- The Visitor (Drag City Records 2009)
- Corona / Tokyo Realization(Columbia Music Entertainment 2006) Wydana tylko w Japonii z dedykacją dla Tōru Takemitsu
- Mizu No Nai Umi (vector7/ HEADZ54 2005)
- I’m Happy and I’m Singing and a 1, 2, 3, 4 (Mego 2001)
- Insignificance (Drag City Records 2001)
- Halfway to a Threeway EP (Drag City Records 1999)
- Eureka (Drag City Records 1999)
- Bad Timing (Drag City Records 1997)
- Happy Days (Revenant Records 1997)
- Terminal Pharmacy (Tzadik Records 1995)
- Rules of Reduction (Metamkine 1993)
- Remove the Need (Extreme Records 1993)
- Scend (Divided Records 1992)
- Disengage (Staalplaat 1992)
- Tamper (Extreme Records 1991)
- The Ground Below Above Our Heads (Entenpfuhl 1991)
- Secure on the Loose Rim (Sound of Pig 1991)
- Some Kind of Pagan (Sound of Pig 1989)